# Nikolay Sidorenko
Nikolay Sidorenko (russisch Николай Сидоренко/Nikolay Sidorenko; * 1992 in Moskau) ist ein russischer Theater- und Filmschauspieler.

## Leben
Sidorenko wurde in Moskau geboren, lebt allerdings seit seinem zehnten Lebensjahr in Chemnitz. Er wuchs bilingual mit Deutsch und Russisch als Muttersprachen auf und spricht außerdem fließend Englisch und Französisch. Von 2014 bis 2018 studierte er an der Universität der Künste Berlin Schauspiel. Seit 2018 gehört er zum Ensemble des Schauspiel Köln.
Er debütierte 2016 in Fucking Berlin in einer Nebenrolle als Filmschauspieler. Nach seinem erfolgreichen Studium wirkte er in einer Episode der Fernsehserie Alarm für Cobra 11 – Die Autobahnpolizei und im Spielfilm Atlas mit. 2019 war er in der Rolle des Bettrig in zwei Episoden der Fernsehserie Für Umme – Die Serie zu sehen. 2020 übernahm er Rollen in den Fernsehreihen Tödliche Geheimnisse und Wilsberg.

## Theater
- 2018: Sommergäste, Regie: Daniela Löffner (Deutsches Theater Berlin)
- 2018: Atlas, Regie David Nawrath
- 2018: Schnee Weiss, Regie: Stefan Bachmann
- 2018: Ein Grüner Junge, Regie: Frank Castorf (Schauspiel Köln)
- 2019: Vögel, Regie: Stefan Bachmann (Schauspiel Köln)
- 2019: Die Räuber, Regie: Ersan Mondtag (Schauspiel Köln)
- 2019–2020: Eines Langen Tages Reise In Die Nacht, Regie: Luk Perceval (Schauspiel Köln)
- 2020: Aus Dem Bürgerlichen Heldenleben, Regie: Frank Castorf (Schauspiel Köln)
- 2021: Parsifal, Inszenierung: Kirill Serebrennikov (Wiener Staatsoper)

## Filmografie
- 2016: Fucking Berlin
- 2018: Alarm für Cobra 11 – Die Autobahnpolizei (Fernsehserie, Episode 43x03)
- 2018: Atlas
- 2019: Für Umme – Die Serie (Fernsehserie, 2 Episoden)
- 2020: Tödliche Geheimnisse: Das Versprechen (Fernsehfilm)
- 2020: Wilsberg: Alles Lüge (Fernsehfilm)
- 2021: Tatort: Heile Welt
- 2021: Tatort: Macht der Familie
- 2021: Tatort: Neugeboren
- 2022: Nachtschicht – Die Ruhe vor dem Sturm (Fernsehreihe)
- 2023: In aller Freundschaft – Die jungen Ärzte (Fernsehserie, Folge Ursache und Wirkung)
- 2024: Der Usedom-Krimi: Am Scheideweg (Fernsehreihe)
- 2024: Die geschützten Männer
- 2025: Morden im Norden (Fernsehserie, Folge Nasses Grab)